# Pedro María Rubio y Martín Santos
Pedro María Rubio y Martín Santos (Valdemorillo, 22 de febrero de 1801 - Madrid, 10 de septiembre de 1868) fue un médico español, miembro fundador de la Real Academia de Ciencias Exactas, Físicas y Naturales.
Licenciado y doctorado en medicina y cirugía, trabajó como cirujano de cámara de la reina Isabel II de España, gracias a lo cual fue nombrado Consejero de Instrucción Pública y en 1847 miembro fundador de la Real Academia de Ciencias Exactas, Físicas y Naturales. Conocido en su momento por haber elaborado uno de los primeros tratados sobre aguas minerales y sus propiedades. Fue nombrado Comendador de la Orden de Isabel la Católica y caballero de la Orden de Carlos III, así como con la Legión de Honor.

## Obras
- Tratado completo de las fuentes minerales de España (1853)

- Clasificación de las aguas minerales de España por razón de su temperatura Archivado el 3 de agosto de 2018 en Wayback Machine. Memorias de la RAC TOMO I (1850-1854)